# Jeremy Sumpter
Jeremy Sumpter, celým jménem Jeremy Robert Myron Sumpter (* 5. února 1989 Monterey, Kalifornie, Spojené státy americké) je americký herec.
Svoji hereckou kariéru začal budovat již v deseti letech. Dosud byl nejznámější jako mladý Adam Meiks v režijním debutu Billa Paxtona Lovec démonů. Za herecký výkon v tomto nezávislém thrilleru byl nominován na cenu Saturn. Získal ocenění Young Artist Award v kategorii nejlepší herecký výkon v televizním filmu nebo seriálu za roli v dramatu Dannyho Glovera Pouhý sen. Své surfařské dovednosti uplatnil ve filmu Válka surfařů. Zahrál si také epizodní role v televizních seriálech Pohotovost a Raising Dad. Také hrál hlavní roli ve filmu Petr Pan. Také hrál v seriálu Kriminálka Miami.

## Filmy
- Válka surfařů
- Petr Pan
- The science of cool
- Word of mouth
- Calvin Marshall
- Prep school
- An Amerikan crime
- Clubhouse
- Player rap
- Road trip